# Pikangikum First Nation
Die Pikangikum First Nation oder ᐱᑳᐣᒋᑲᒦᐣᐠ ᐯᒫᑎᓯᐚᐨ (Beekahncheekahmeeng Paymahteeseewahch) ist eine der kanadischen First Nations im Nordwesten der Provinz Ontario. Die 3501 Angehörigen (Juli 2025) zählen zu den Anishinabe und leben im Sioux Lookout District im Indianerreservat Pikangikum 14 (2.830 Bewohner (2018), 3.337 (2025)). Dieses Reservat liegt am Ostufer des Pikangikum Lake am Berens River und umfasst ein Gebiet von insgesamt 1808 ha. Die Bevölkerung ist ungewöhnlich jung, mehr als ein Drittel des Stammes ist unter 9 Jahre alt, 86 % unter 40. Daher beherbergt die Schule rund 1.700 Schüler.

## Geschichte
Eine Kooperation der Lakehead University mit den Älteren (Elders) des Stammes konnte zeigen, dass das Gebiet der First Nation seit 8000 bis 10.000 Jahren bewohnt ist. Bei den Untersuchungen spielt die starke Veränderung der Flussläufe und die Verlagerung der Seeufer eine erhebliche Rolle, denn ältere Fundareale finden sich eher abseits der heutigen Wasserwege. Diese sind aber oftmals beinahe die einzigen Zugangswege im zerklüfteten und waldreichen Gebiet. Vielfach basiert das Auffinden bedeutender Orte auf dem Wissen der Älteren, doch ist dieses historische Gedächtnis von begrenzter Reichweite. Dennoch ist das Auffinden von Winterlagern, die in Zeiten der Zerstreuung der Bevölkerung in kleinen Gruppen genutzt wurden, ohne deren Wissen beinahe unmöglich, da diese kleinen Lager an häufig wechselnden Standorten nur geringe Spuren hinterließen. 
Erst um 1000 v. Chr. wurde die beinahe tundrenartige Landschaft durch eine Warmzeit verändert. Das mildere Klima ließ Wildreis gedeihen, der die Nahrungszusammensetzung der Bewohner veränderte.
1875 wurde dem Stamm im Rahmen der Numbered Treaties ihr heutiges Reservat in Vertrag Nr. 5 zugewiesen. 
Ein im Jahr 1999 begonnener Bau einer Hochspannungsleitung wurde abgebrochen. Das Indianerministerium sagte 2006 46 Millionen Dollar zu, um die desolate Versorgungslage der Pikangikum First Nation zu verbessern. Der zuständige Minister Jim Prentice kündigte dort persönlich 18,2 Millionen Dollar für den Bau einer Schule, die die Kindergartenzeit bis Grade 12 abdeckt, 12,9 Millionen für ein neues Dieselgeneratorensystem und die Anbindung an das Trinkwassersystem der Provinz sowie 9,7 Millionen für die Verbesserung des eigentlichen Trinkwassersystems und schließlich 200.000 Dollar für ökologisch notwendige Aktivitäten. Weitere 5,4 Millionen sollten in den Jahren 2006 bis 2007 in neue Häuser und Reparaturen fließen. 2007 zerstörte ein Feuer die Schule des Stammes. Diese wurde wiederaufgebaut und beherbergte im Jahr 2024 etwa 1700 Schüler.
Das rapide Bevölkerungswachstum und die Vernachlässigung staatlicher Leistungen führten 2008 zu erheblichen sozialen Problemen, einer zusammenbrechenden Trinkwasserversorgung und einer zeitweise ungewöhnlich hohen Selbstmordrate.
Ihr Traditionelles Territorium ist seit Juli 2018 Teil der Welterberegion Pimachiowin Aki. Es erstreckt sich zu beiden Seiten der Grenze zwischen Ontario und Manitoba. Darüber hinaus sollte ab 1996 die Whitefeather Forest Initiative den namengebenden Wald, den 12.200 km² großen Whitefeather Forest gegenüber Verwertungsinteressen der Holzunternehmen schützen. Dem dazugehörigen Managementplan stimmte 2006 das Ministry of Natural Resources der Provinz zu. Mit Hilfe der Spezialistin für Karibus Micheline Manseau von Parks Canada fand ab 2003 eine Untersuchung zu den Waldkaribuherden statt, nachdem noch 2001 das Department of Indian Affairs and Northern Development alle Leistungen gestrichen hatte, um den Stamm gefügig zu machen. Nach Befragungen der Älteren wurden Informationen zu Natur und Geschichte zusammengetragen und das Gebiet in Nutzungszonen aufgeteilt. 2022 folgte der zweite Managementplan.

## Gesundheit
Die Suizidrate, besonders unter Jugendlichen, galt um 2000 als eine der höchsten in der Welt und wird als Folge der schlechten Infrastruktur gesehen.